# 5807 Mshatka
5807 Mshatka è un asteroide della fascia principale. Scoperto nel 1986, presenta un'orbita caratterizzata da un semiasse maggiore pari a 3,0489761 UA e da un'eccentricità di 0,1103496, inclinata di 2,09168° rispetto all'eclittica.